# Holger Gyldenkrone-Rysensteen
Holger lensbaron Gyldenkrone-Rysensteen, født Gyldenkrone (31. august 1873 på Vilhelmsborg, død 27. december 1927 i Charlottenlund) var en dansk godsejer, bror til Ove Gyldenkrone.
Han var søn af kammerherre og lensbaron Carl Güldencrone og hustru født von Barner. Han blev gift 7. maj 1898 med Vibeke baronesse Juul-Rysensteen (7. maj 1875 på Mundelstrupgård - 17. december 1934 i København), besidderinde af det for Baroniet Rysensteen substituerede fideikommis, datter af kammerherre, baron Christian Juul-Rysensteen og hustru Elisabeth født Meinig. Han fik bevilling af 18. juli 1907 til med hustru og sønner at føre navnet Gyldenkrone-Rysensteen.
Ægteskabet blev opløst, og 8. december 1916 ægtede han i København Rigmor Marie Jürs (13. august 1893 i Charlottenlund - 19??).
Han ejede Lundbæk, Abildgårdene og Bislev Nørgård, som han havde fået via sin hustru. I 1920 arvede han efter broderen Ove Baroniet Wilhelmsborg, som blev afløst 1921 og afhændet 1923. Han var medlem af bankrådet i Nibe og Oplands Bank. 